# Vulgata

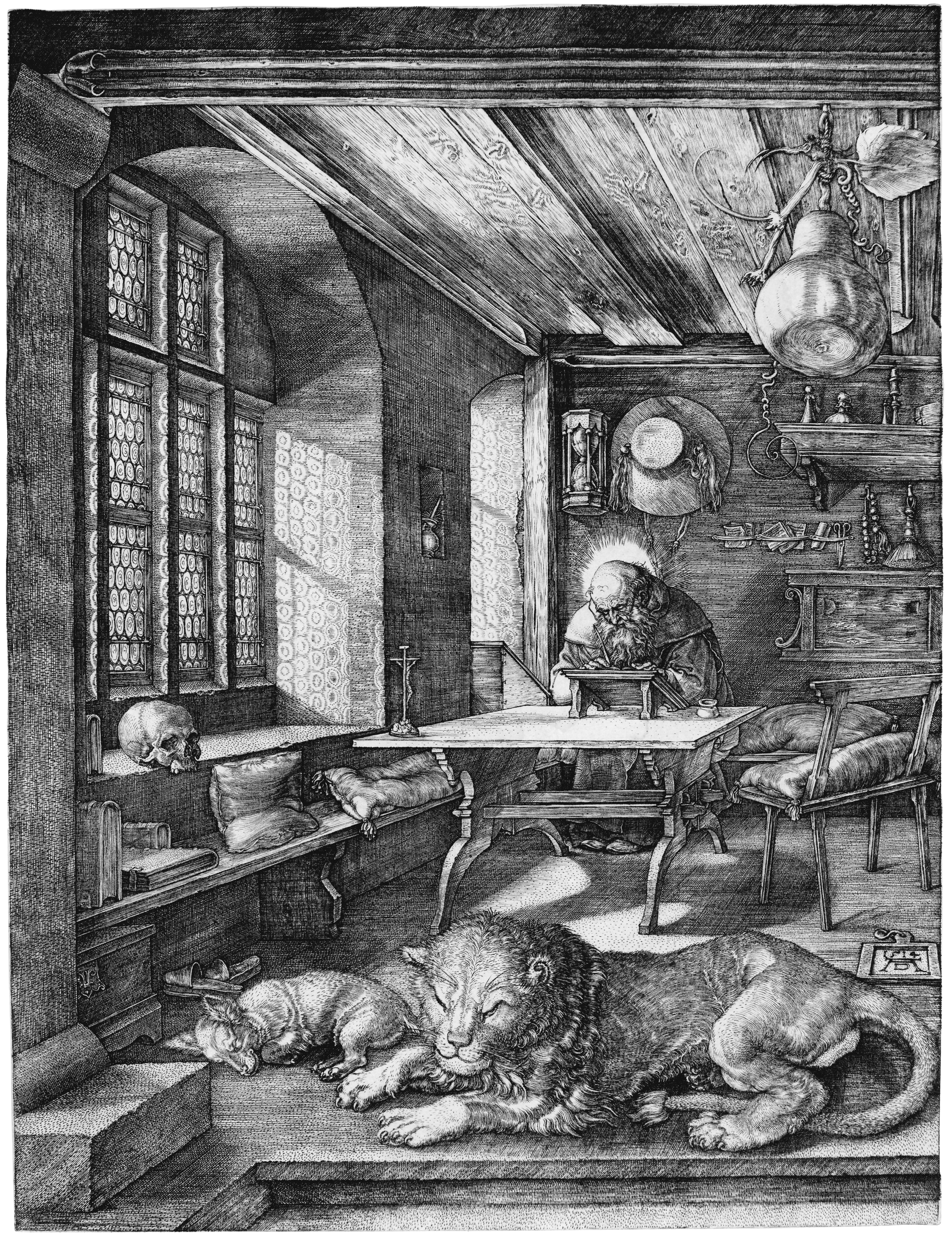
San Jerónimo en su gabinete, Alberto Durero, 1514.

La Vulgata (Biblia Vulgata en latín; Βουλγάτα o Βουλγκάτα en griego) es una traducción de la Biblia al latín, realizada a finales del siglo IV (a partir de 382 d. C.) por san Jerónimo con la ayuda de santa Paula.
Fue encargada por el papa Dámaso I (366-384) dos años antes de su muerte. La versión toma su nombre de la frase vulgata editio ("edición divulgada") y se escribió en un latín corriente, en contraposición con el latín clásico de Cicerón, que Jerónimo de Estridón dominaba. El objetivo de la Vulgata era ser más fácil de entender y más exacta que sus predecesoras.
La Biblia latina utilizada antes de la Vulgata, la Vetus Latina, no fue traducida por una única persona o institución y ni siquiera se editó de forma uniforme. La calidad y el estilo de los libros individuales variaba. Las traducciones del Antiguo Testamento provenían casi todas de la Septuaginta griega.
En el siglo IV, pudo haber sido añadida la coma joánica (en latín, comma johanneum), como una glosa en los versículos de la Primera epístola de Juan 5, 7-8, y luego fue agregada al texto de la epístola, en la Vulgata latina, cerca del año 800.

## Relación con la Biblia latina antigua

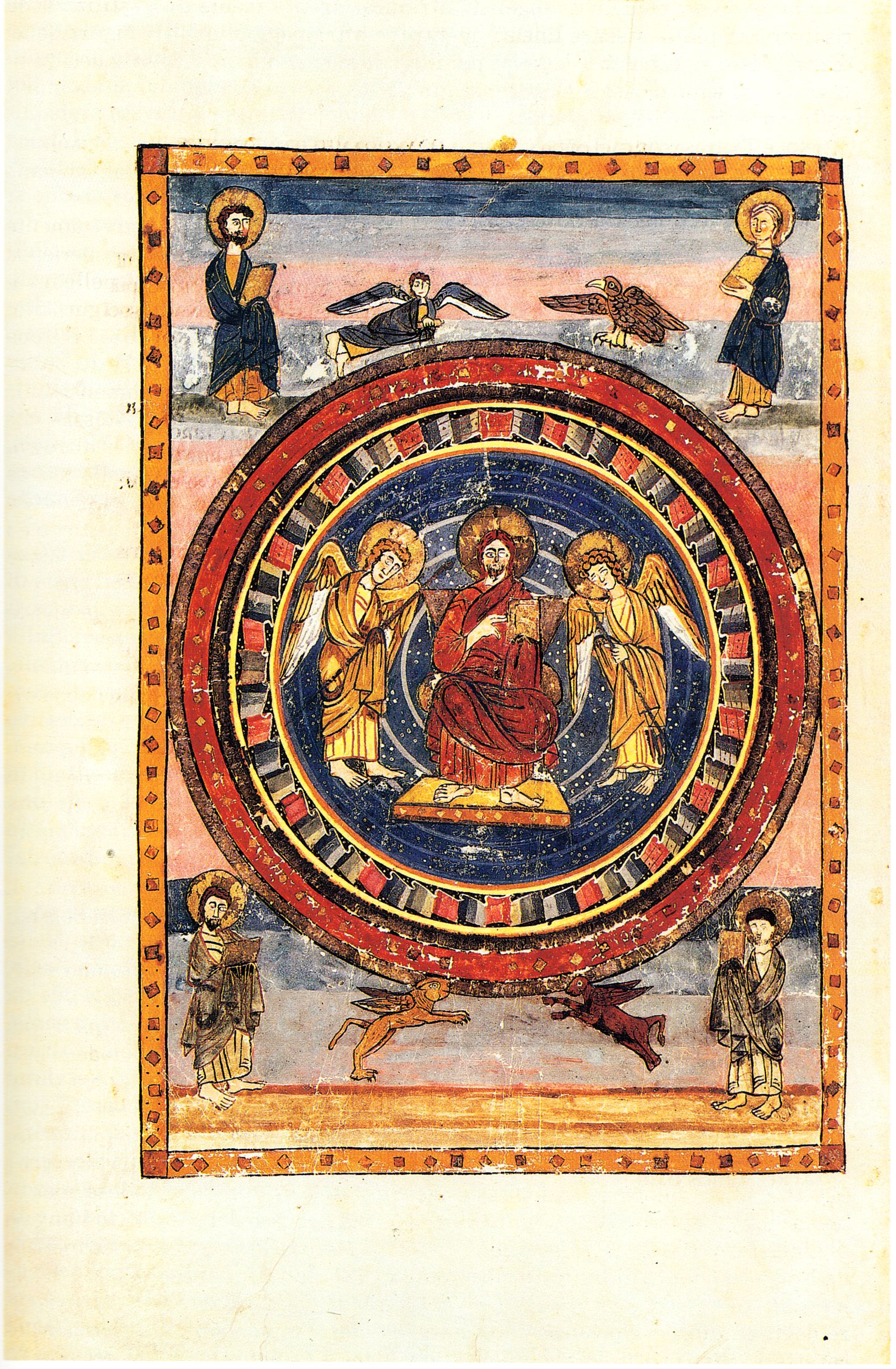
Codex Amiatinus Maiestas Domini, el manuscrito completo más antiguo de la vulgata.

Los textos bíblicos en latín que se usaban antes de la Vulgata de Jerónimo se suelen denominar colectivamente Vetus Latina, o "Biblia latina antigua"; donde "latín antiguo" significa que son más antiguas que la Vulgata y están escritas en latín, no que estén escritas en latín antiguo.
El mismo Jerónimo usa el término "Vulgata latina" para el texto de la "Vetus Latina", con la intención de denotar esta versión como la representación latina común de la Vulgata griega o Septuaginta común (que Jerónimo de otra manera denomina la 'versión de los Setenta'); y esto siguió siendo el uso habitual del término "Vulgata latina" en Occidente durante siglos. Jerónimo reserva el término "Septuaginta" (Setenta en latín) para referirse a la Septuaginta de Hexapla. El primer uso conocido del término Vulgata para describir la "nueva" traducción latina fue Roger Bacon en el siglo XIII.
Las traducciones en la Vetus Latina se habían acumulado poco a poco durante un siglo o más, no fueron traducidas por una sola persona o institución, ni fueron editadas uniformemente. Los libros individuales variaban en la calidad de la traducción y el estilo, y los diferentes manuscritos y citas atestiguan amplias variaciones en las lecturas. Algunos libros parecen haberse traducido varias veces; el libro de los Salmos, en particular, circuló durante más de un siglo en una versión latina anterior (la versión chipriota) antes de que fuera reemplazada por la versión latina antigua en el siglo IV. Jerónimo, en su prefacio de los evangelios de la Vulgata, comentó que había "tantas traducciones como manuscritos". El texto base para la revisión de los evangelios de Jerónimo fue un antiguo texto latino similar al Codex Veronensis. Para el texto del Evangelio de Juan se tuvo como fuente el Codex Corbiensis.

## La traducción

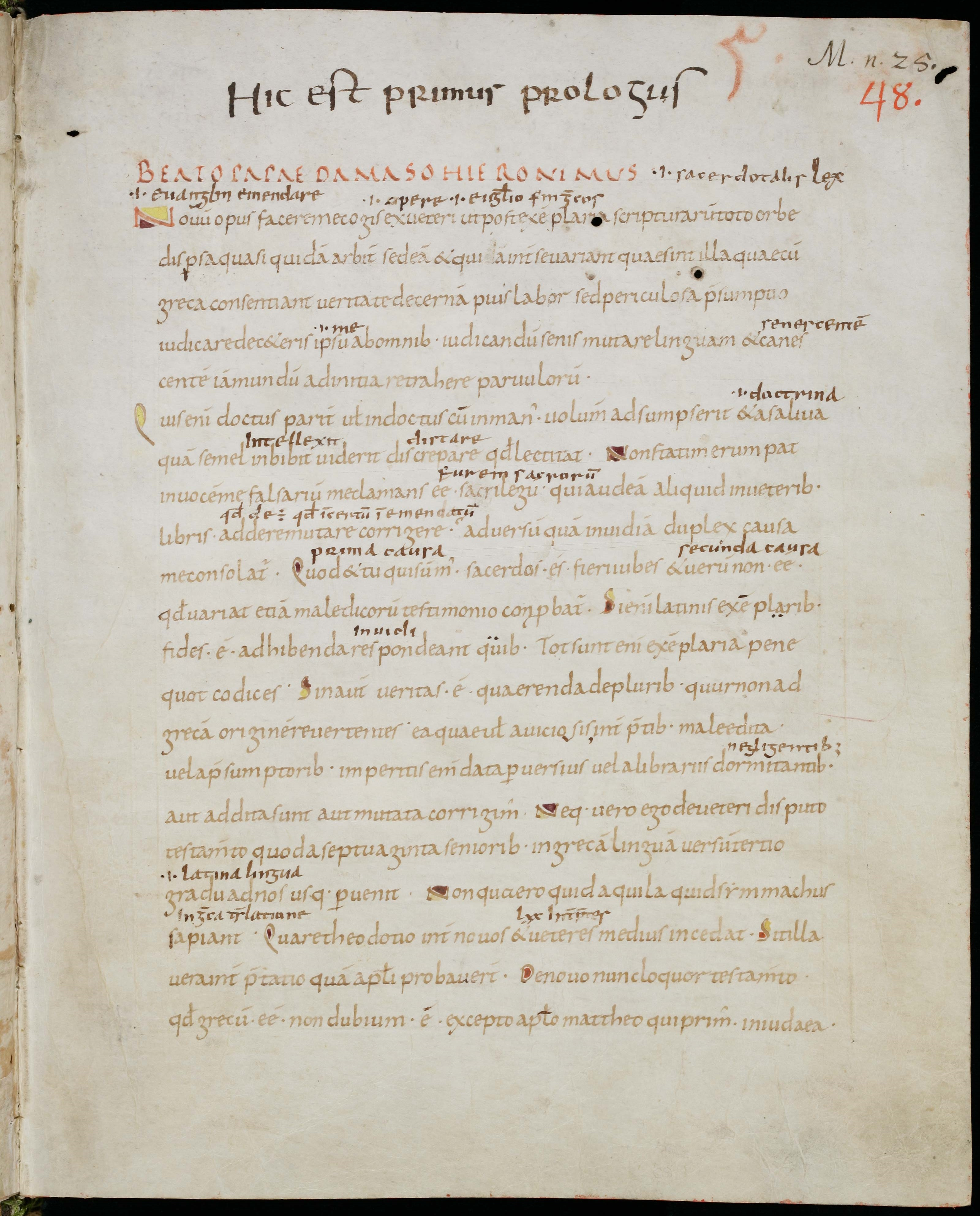
Codex Sangallensis Prólogo con la carta de San Jerónimo al papa Damaso I,

El papa Dámaso había instruido a Jerónimo a ser conservador en su revisión de los viejos evangelios latinos. Es posible ver la obediencia de San Jerónimo a este mandato de la preservación en la Vetus Latina de la variante del vocabulario latino para los mismos términos griegos. Por lo tanto, "summum sacerdote" se convierte en "princeps sacerdotum" en la Vulgata en Mateo; como "summus sacerdos" en la Vulgata en Marcos; y como "pontífice" en la Vulgata en Juan. Los evangelios de la Vetus Latina habían sido traducidos de originales griegos del tipo de texto occidental, sin embargo, la mayoría mostraba poca concordancia entre traducciones. La comparación de los textos del Evangelio de Jerónimo con los de los antiguos textos latinos, sugiere que su revisión se centró sustancialmente en redactar su fraseología "occidental" ampliada de acuerdo con los textos griegos de los mejores testigos tempranos bizantinos y alejandrinos.
Un cambio importante introducido por Jerónimo, fue reordenar los evangelios latinos. Los libros antiguos del evangelio latino generalmente seguían la "Orden del Oeste": Mateo, Juan, Lucas, Marcos; donde Jerónimo adoptó el "Orden griego": Mateo, Marcos, Lucas, Juan. Parece que siguió este orden en su programa de trabajo; a medida que sus revisiones se vuelven progresivamente menos frecuentes y menos consistentes en los evangelios, presumiblemente hechos más adelante. En lugares, Jerónimo adoptó lecturas que no correspondían a una interpretación directa del latín antiguo o del texto griego, reflejando una interpretación doctrinal particular; como en su nueva versión de panem nostrum supersubstantialem en Mateo 6:11.

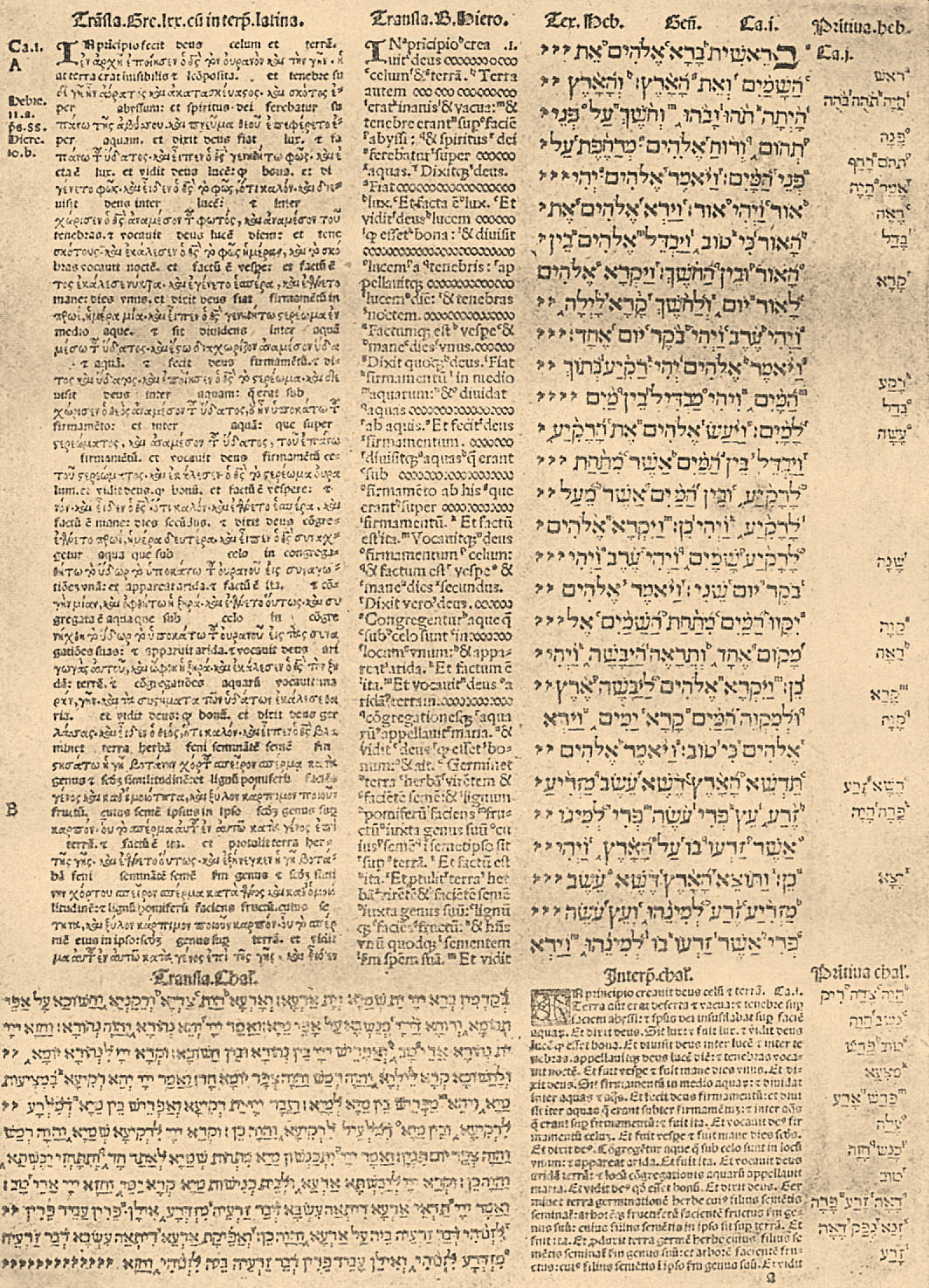
Biblia políglota complutense con el texto de la vulgata al centro.

El desconocido revisor del resto del Nuevo Testamento muestra marcadas diferencias con Jerónimo, tanto en la práctica editorial como en sus fuentes. Donde Jerónimo buscó corregir el antiguo texto latino con referencia a los mejores manuscritos griegos recientes, con una preferencia por aquellos que se ajustan al tipo de texto bizantino, el texto griego subyacente a la revisión del resto del Nuevo Testamento demuestra el tipo de texto alejandrino, que se encuentra en las grandes unciales de mediados del siglo IV, más similares al Codex Sinaiticus. Los cambios del revisor generalmente se ajustan muy estrechamente a este texto griego, incluso en cuestiones como el orden de palabras; en la medida en que el texto resultante sea apenas inteligible como el latín.
Después de los evangelios, la parte más utilizada y copiada de la Biblia cristiana es el Libro de los Salmos; y, en consecuencia, Dámaso también encargó a San Jerónimo que revisara el salterio que se usaba en Roma, para que estuviera de acuerdo con el griego de la Septuaginta común. Esto hizo de manera incansable cuando estaba en Roma; pero más tarde repudió esta versión, sosteniendo que los copistas habían reintroducido lecturas erróneas. Hasta el siglo XX, se asumía comúnmente que el Salterio romano sobreviviente representaba el primer intento de revisión de Jerónimo; pero una versión más reciente, después de Bruyne, rechaza esta identificación. El salterio romano es, de hecho, una de al menos cinco versiones revisadas del antiguo salterio latino de mediados del siglo IV pero, en comparación con los otros cuatro, las revisiones en el "Salterio romano" son en latín torpe, y fallan de manera significativa en seguir los principios de traducción conocidos de Jerónimo, especialmente con respecto a la corrección de lecturas armonizadas. Sin embargo, se desprende de la correspondencia de Jerónimo (especialmente en su defensa de "Salterio Gallicano" en la larga y detallada Epístola n106) que estaba familiarizado con el texto del "Salterio romano"; y, en consecuencia, se supone que esta revisión representa el texto romano tal como Jerónimo lo había encontrado.
Los primeros esfuerzos de Jerónimo en la traducción, su revisión de los cuatro evangelios, se dedicaron a Dámaso; pero después de la muerte del papa Dámaso, las versiones de Jerónimo tenían poco o ningún reconocimiento oficial. Los textos traducidos de Jerónimo tenían que abrirse camino por sus propios méritos. Las versiones en latín antiguo continuaron siendo copiadas y utilizadas junto con las versiones de la Vulgata. Los comentaristas como Isidoro de Sevilla y Gregorio el Grande (papa de 590 a 604) reconocieron la superioridad de la nueva versión y la promovieron en sus obras; pero las antiguos tendían a continuar en uso litúrgico, especialmente el Salterio y los Cánticos bíblicos. En el prólogo a Moralia in Job, Gregorio Magno escribe: "Comento sobre la nueva traducción. Pero cuando es necesaria la argumentación, a veces utilizo la evidencia de la nueva traducción, a veces de la antigua, desde la Sede Apostólica, la cual por la gracia de Dios presido, usa ambas ". Esta distinción de "nueva traducción" y "vieja traducción" se encuentra regularmente en los comentaristas hasta el siglo VIII; pero seguía siendo incierto para aquellos libros que no habían sido revisados por Jerónimo (el Nuevo Testamento fuera de los Evangelios, y algunos de los libros deuterocanónicos), cuales versiones del texto pertenecían a la "nueva" traducción y cuáles a la "antigua". El manuscrito bíblico más antiguo donde se incluyen todos los libros en las versiones que luego se reconocerían como "Vulgata" es el Codex Amiatinus del siglo VIII; pero tan tarde como en el siglo XII, la Vulgata Codex Gigas conservó un antiguo texto latino para el Apocalipsis y los Hechos de los Apóstoles.
Los cambios en las frases y expresiones familiares suscitaron hostilidad en las congregaciones, especialmente en el norte de África e Hispania; mientras que los estudiosos a menudo trataban de adaptar los textos de la Vulgata a las citas patrísticas del antiguo latín; y, en consecuencia, muchos textos de la Vulgata se contaminaron con lecturas del antiguo latín, reintroducidas por copistas. Las tradiciones bíblicas españolas, con muchos préstamos latinos antiguos, fueron influyentes en Irlanda, mientras que las influencias irlandesas y españolas se encuentran en los textos de la Vulgata en el norte de Francia. En contraste, en Italia y el sur de Francia predominó un texto de la Vulgata mucho más puro; y esta es la versión de la Biblia que se estableció en Inglaterra después de la misión de Agustín de Canterbury.

## Influencia en Occidente

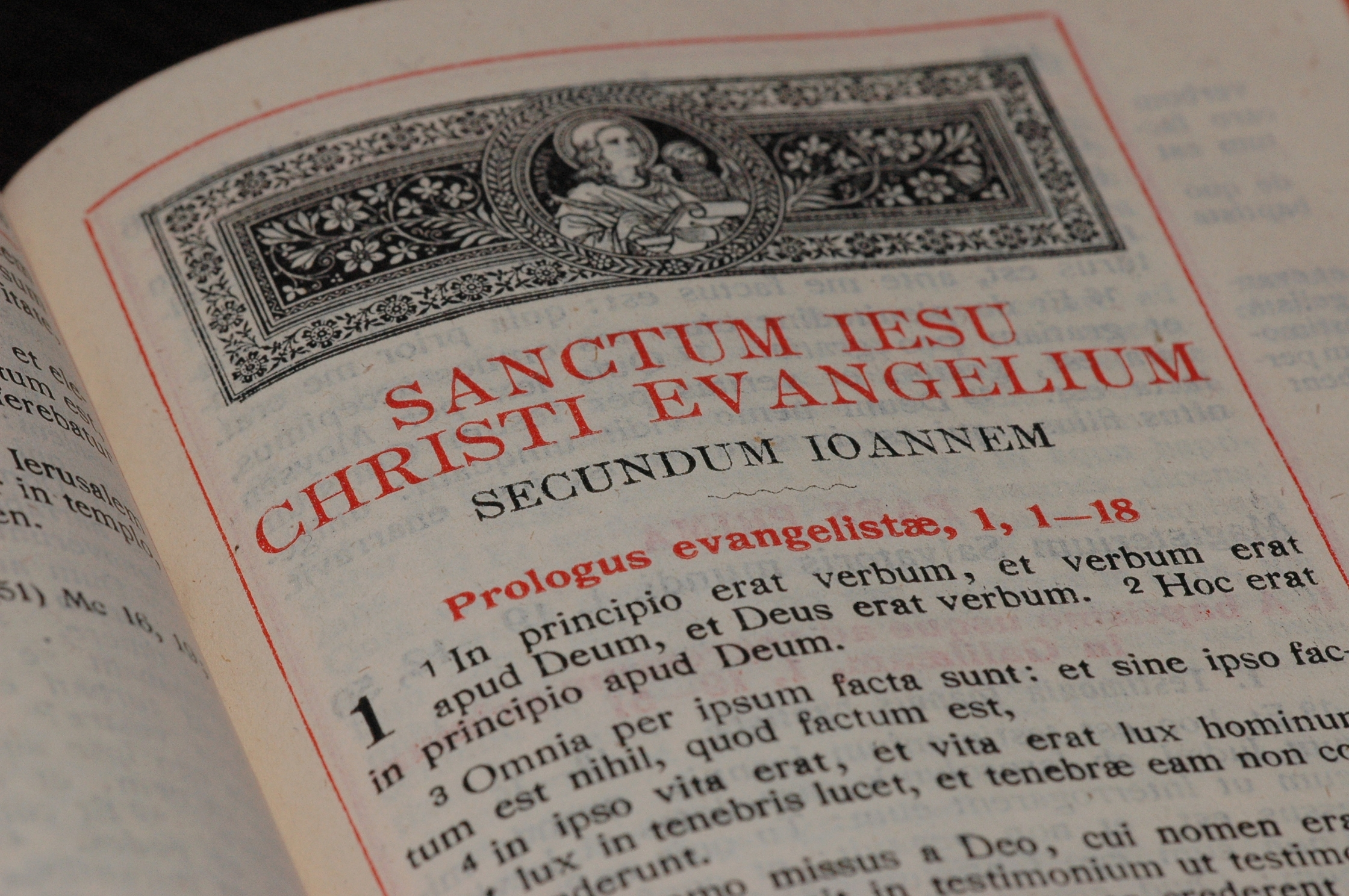
Prólogo de San Juan en una Vulgata Sixtina-Clementina.

Durante más de mil años (c. 400 a 1530), la Vulgata fue la edición definitiva del texto más influyente en la sociedad de Europa occidental. De hecho, para la mayoría de los cristianos occidentales, fue la única versión de la Biblia que se ha encontrado. La influencia de la Vulgata a lo largo de la Edad Media y el Renacimiento en el inicio de la primera Edad Moderna; para los cristianos en estos tiempos, la fraseología y la redacción de la Vulgata impregnaban todas las áreas de la cultura. Aparte de su uso en la oración, la liturgia y el estudio privado, la Vulgata sirvió de inspiración para el arte y la arquitectura eclesiástica, los himnos, innumerables pinturas y misterios teatrales.

## La Reforma protestante
Si bien, la tradición reformada de Ginebra (calvinista) procuró introducir versiones vernáculas traducidas de los idiomas originales, mantuvo y extendió el uso de la Vulgata en el debate teológico. Tanto en los sermones en latín publicados de Juan Calvino como en las ediciones griegas del Nuevo Testamento de Teodoro Beza, el texto de referencia en latín que lo acompaña es la Vulgata; y donde las iglesias protestantes tomaron su liderazgo del ejemplo de Ginebra, como en Inglaterra y Escocia, el resultado fue una apreciación más amplia de la traducción de San Jerónimo en su estilo digno y prosa fluida. El equivalente más cercano en inglés, la versión del Rey Jacobo o versión autorizada, muestra una marcada influencia de la Vulgata, especialmente en comparación con la versión vernácula anterior de William Tyndale, con respecto a la demostración de San Jerónimo de cómo se puede combinar un vocabulario religioso latínizado técnicamente exacto. Prosa digna y vigorosos ritmos poéticos.
La Vulgata continuó siendo considerada como la Biblia académica estándar durante la mayor parte del siglo XVII. Walgl's London Polyglot de 1657 ignora por completo el idioma inglés. El texto de referencia de Walton es la Vulgata. La Vulgata Latina también se encuentra como el texto estándar de la escritura de Thomas Hobbes Leviathan de 1651, de hecho, Hobbes da números de versos y capítulos de la Vulgata (por ejemplo, Job 41:24, Job 41:33) para su texto principal.

## El Concilio de Trento

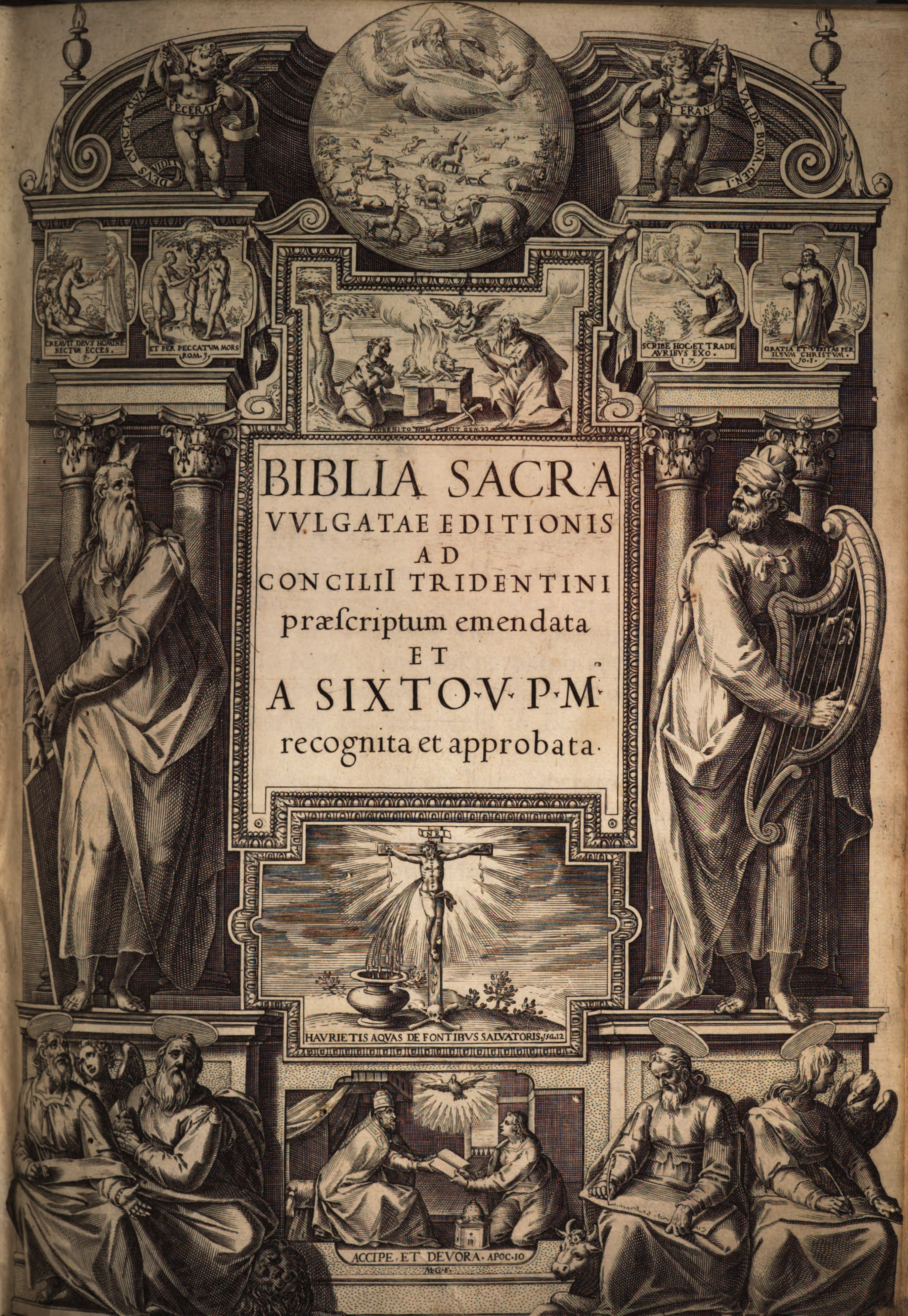
Vulgata Sixtina

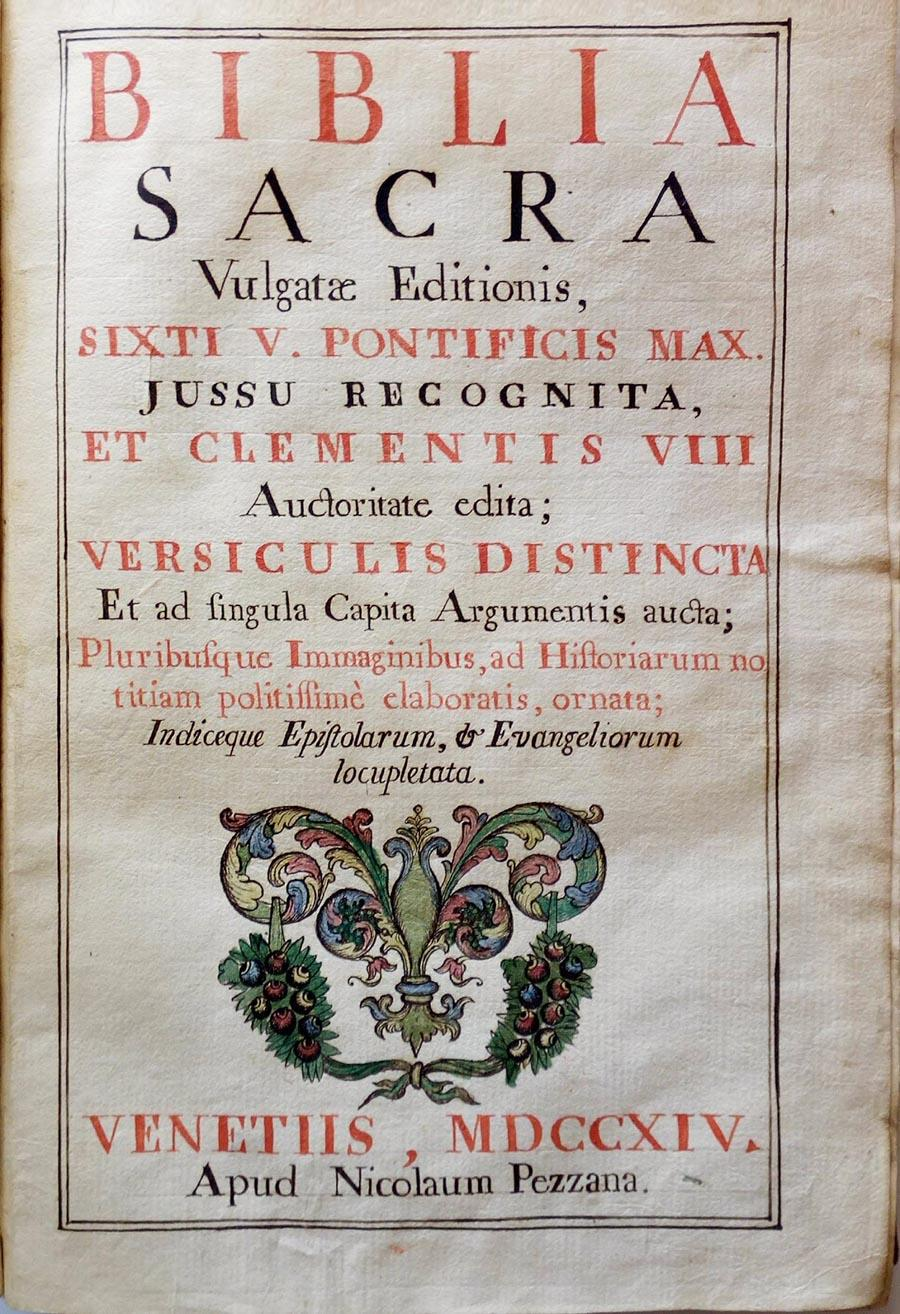
Vulgata en su edición Sixtina-Clementina. Fue la oficial por siglos.

El Concilio de Trento (1545-1563) otorgó a la Vulgata una capacidad oficial como piedra de toque del canon bíblico con respecto a qué partes de los libros son canónicas. Cuando el consejo enumeró los libros incluidos en el canon, calificó los libros como "completos con todas sus partes, como se han utilizado para ser leídos en la Iglesia católica, y como están contenidos en la antigua edición en latín vulgata". La cuarta sesión del Concilio especificó 72 libros canónicos en la Biblia: 45 en el Antiguo Testamento, 27 en el Nuevo Testamento; Las lamentaciones no se cuentan como separadas de Jeremías. El 2 de junio de 1927, el papa Pío XI aclaró este decreto, permitiendo que la Coma Johanneum estuviera abierta a la disputa, y hubo más aclaraciones con el Divino afflante Spiritu del papa Pío XII.

## Traducciones y ediciones
Antes de la publicación del Divino afflante Spiritu de Pío XII, la Vulgata era el texto fuente utilizado para muchas traducciones de la Biblia a idiomas vernáculos. En inglés, la traducción interlineal de los Evangelios de Lindisfarne, así como otras traducciones de la Biblia en inglés antiguo, la Biblia de Wycliffe, la Biblia Douay-Rheims, la Biblia de Knox y la Biblia de la Cofradía se hicieron de la Vulgata.
En español destacan la Biblia alfonsina, Los evangelios del abad Anselmo Petite, la Biblia de Scío, la Biblia Torres Amat y La Biblia de Henri-François de Vence.

## Conservación
Un número de manuscritos tempranos que contienen o reflejan la Vulgata sobreviven hoy. Fechado en el siglo VIII, el codex Amiatinus es el manuscrito completo más antiguo. El codex Fuldensis, que data aproximadamente del 545, es anterior aunque los evangelios son una versión corregida del Codex Diatessaron.

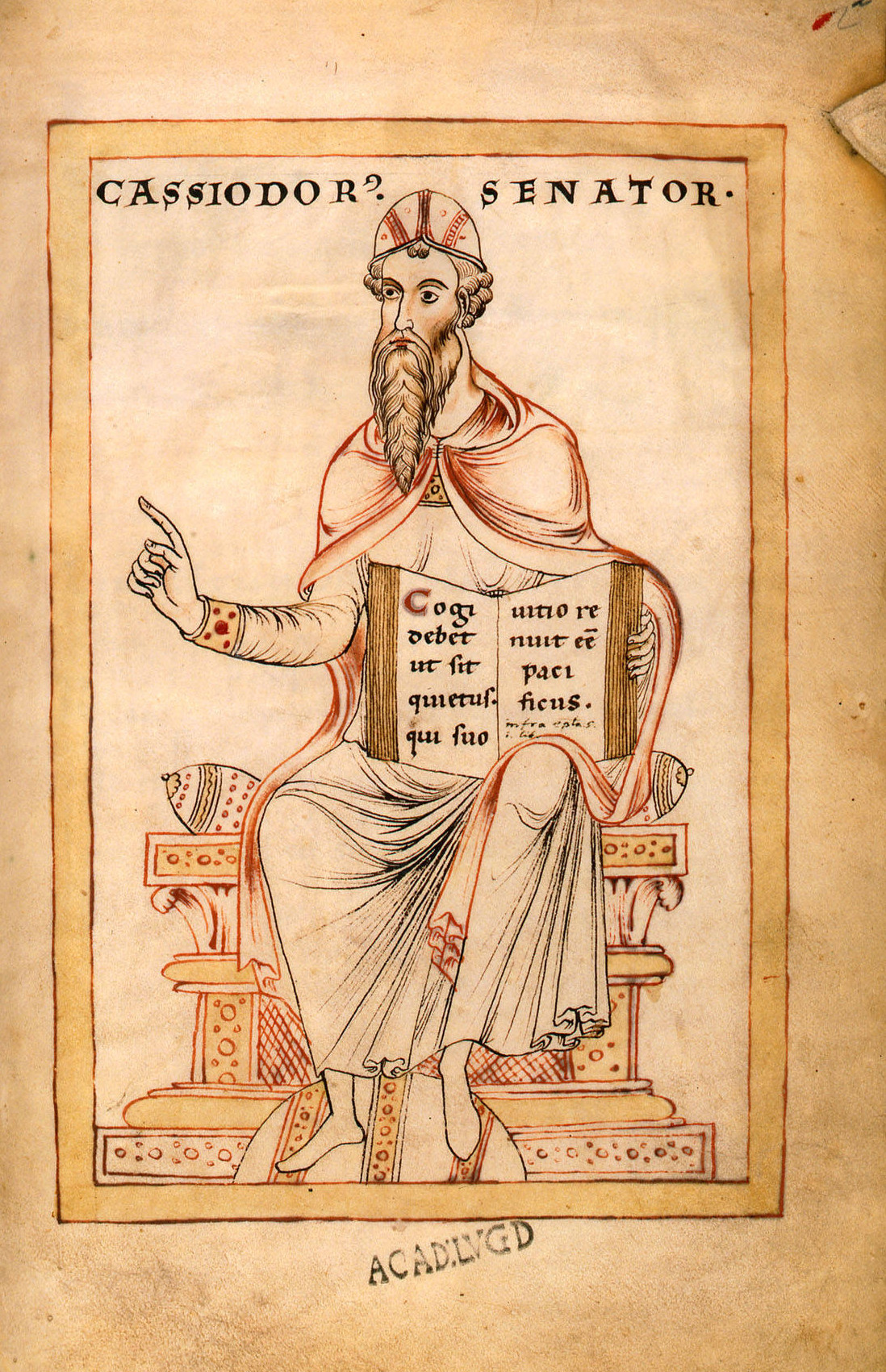
Gesta Theodorici - Flavio Magno Aurelio Casiodoro (c 485 - c 580).
Su texto, el Codex grandor Fue la base para el Codex amitinus.

En la Edad Media la Vulgata sucumbió a los cambios inevitables forjados por el error humano, en el copiado incontable del texto en los monasterios a través de Europa. Desde sus días más tempranos, las lecturas de la Vetus Latina fueron introducidas. Las notas marginales fueron interpoladas erróneamente en el texto. Ninguna copia era igual a otra. Cerca del año 550, Casiodoro hizo la primera tentativa de restauración de la Vulgata a su pureza original. Alcuino de York supervisó los esfuerzos para copiar una Vulgata restaurada, que él presentó a Carlomagno en 801. Tentativas similares fueron repetidas por Teodulfo, Obispo de Orleans (787? - 821); Lanfranco, Arzobispo de Canterbury (1070-1089); San Esteban Harding, el abad de Císter (1109-1134), y el diácono Nicolás Maniacoria (a principios del siglo XIII).

## La Vulgata y otras ediciones posteriores

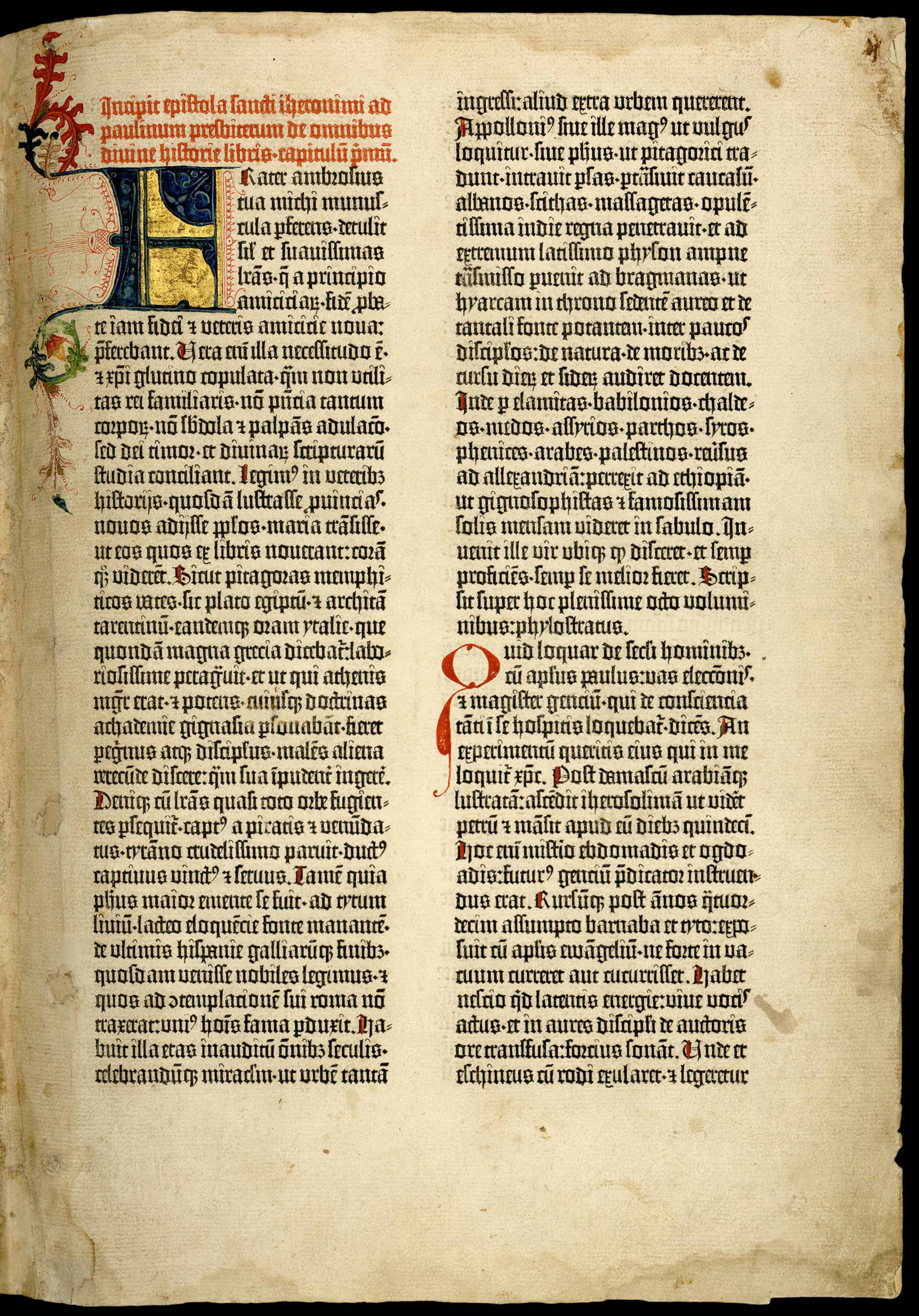
Biblia de Gutemberg con Epístolas del Antiguo Testamento.Primera biblia impresa.

Aunque el advenimiento de la imprenta redujo mucho el potencial del error humano y aumentó la consistencia y la uniformidad del texto, las ediciones más tempranas de la Vulgata reprodujeron simplemente los manuscritos que estaban disponibles fácilmente para los editores. De los centenares de ediciones, la más notable es la de Biblia de Gutenberg, publicada por Johann Gutenberg en 1455, famosa por su belleza y antigüedad.
- En el siglo XIII la primera Vulgata con variantes de lectura fue publicada en París conocida como la Biblia ejemplar parisiense.
- Uno de los textos de la Biblia Políglota Complutense fue una edición de la Vulgata, hecha con los manuscritos antiguos y corregida para convenir con el griego.
- Erasmo de Róterdam publicó una edición corregida y cotejada con el griego,  Textus Receptus, y el hebreo en 1519, además de ediciones del Nuevo Testamento, Novum Instrumentum, en griego con la Vulgata latina, siendo solo las ediciones de 1516 y 1527, esta última incluyó la Vulgata latina de Jerónimo con la edición corregida de Erasmo y el texto griego.
- Una nueva edición de la biblia latina hecha en 1528 por Sanctes Pagnino llamada Veteris et Novi Testamenti nova translatio, encargada por el papa León X, siendo usada por muchos por su impresionante traducción del hebreo.
- Robert Estienne publicaría varias ediciones de la Vulgata, con los comentarios de François Vetable y otra con ilustraciones. Posteriormente, realizaría una versión crítica de la biblia en lengua latina, principalmente usando el Nuevo testamento de Teodoro de Beza y la traducción del antiguo Testamento de Sanctes Pagnino.
- La Biblia latina de Lovaina  edición crítica de John Henten (Hentenius) de Lovaina en 1547, que se convirtió en el estándar antes de la Vulgata Sixtina.
- o la Biblia de Vatablo en 1545 y 1555, siendo esta una doble edición con la vulgata de San Jerónimo con una versión corregida de la edición de Sanctes Pagnino, hecha por los profesores de la Universidad de Salamanca.
- La Vulgata sixtina que tuvo corta vida, por su inexactitud textual.
- La Vulgata clementina que fue una revisión de la Vulgata sixtina que perduró hasta 1979.
- La Nova Vulgata, es la edición latina oficial de la Biblia publicada por la Santa Sede para su uso en el Rito romano contemporáneo. No es una edición crítica de la histórica Vulgata de San Jerónimo, sino una revisión del texto destinado a concordar con los textos críticos modernos de hebreo y griego y producir un estilo más cercano al latín clásico. En consecuencia, introduce muchas lecturas que no se admiten en ningún manuscrito antiguo de la Vulgata; pero que proporcionan una traducción más precisa de los textos en idiomas originales al latín.
- La Biblia Sacra Vulgata (Vulgata de Stuttgart) de la sociedad bíblica de Stuttgart, una edición crítica que busca reconstruir la original de San Jerónimo.